# Into the Fire
| 전문가 평가                       | 전문가 평가 |
| 평가 점수                         | 평가 점수   |
| 출처                              | 점수        |
| --------------------------------- | ----------- |
| AllMusic                          | [ 1 ]       |
| The Encyclopedia of Popular Music | [ 2 ]       |
| Los Angeles Times                 | 3/4         |
| Pittsburgh Post-Gazette           | C+          |
| Rolling Stone                     | unfavorable |
| The Rolling Stone Album Guide     | [ 6 ]       |
| The Village Voice                 | C+          |

《Into the Fire》는 캐나다의 록 가수 브라이언 애덤스의 다섯 번째 스튜디오 음반이다. 이 음반은 짐 발란스가 공동 작사, 작곡으로 인증되었다. 이 음반은 1987년 3월 30일, A&M 레코드에 의해 차트 1위를 차지한 《Reckless》 (1984년)의 후속 음반으로 발매되었다. 《Into the Fire》는 미국 빌보드 200 차트에서 7위로 정점을 찍었고 다른 여러 나라에서 톱 10에 올랐다. 6개의 싱글이 발매되었고, 이 음반은 〈Heat of the Night〉, 〈Hearts on Fire〉, 〈Victim of Love〉, 〈Only the Strong Survive〉, 〈Into the Fire〉 그리고 〈Another Day〉에서 발매되었다.

## 녹음 및 제작
《Into the Fire》의 녹음은 1986년 8월 16일에 시작되어 10월 24일에 끝났다. 이 곡은 브리티시컬럼비아주 밴쿠버에 있는 애덤스의 집에 설치된 스튜디오에서 녹음되었다. 키스 스콧, 미키 커리, 데이브 테일러, 토미 맨델로 구성된 애덤스와 그의 백 밴드는 식당, 욕실, 침실을 사용하여 서로 다른 악기들을 격리시켰다. 애덤스의 집이 바다와 가까웠기 때문에 이 스튜디오의 이름은 클리프행어로 지어졌다. 〈Heat of the Night〉는 1986년 9월 12일에 녹음되었다. 〈Hearts on Fire〉는 원래 1984년에 《Reckless》를 위해 작곡되었지만 1986년 9월 1일에 녹음되었다. 〈Hearts on Fire〉는 1월 11일, 잉글랜드 런던에서 믹싱되었다.
《Into the Fire》가 완성되었을 때, 애덤스와 발란스는 어두운 〈Victim of Love〉와 신나는 〈Hearts on Fire〉 두 곡으로 만족했다. 이 음반에 영향을 줄 수 있는 것은 애덤스가 1986년 6개 도시의 "국제 사면 위원회의 희망 음모" 투어에 참여한 것이다. 애덤스는 〈Into the Fire〉 노래집에서 이 음반의 타이틀곡이 기로에 서서 자신의 삶을 어떻게 해야 할지 잘 모르는 남자를 지칭하는 것이라고 말하는데, 이것이 바로 《Reckless》의 대성공 이후 이 음반을 녹음하기 시작했을 때 애덤스가 느꼈던 감정이다.

## 곡 목록
모든 곡들은 브라이언 애덤스과 짐 발란스에 의해 작사/작곡하였다.
| #  | 제목                  | 재생 시간 |
| -- | --------------------- | --------- |
| 1. | 〈Heat of the Night〉 | 4:52      |
| 2. | 〈Into the Fire〉     | 4:41      |
| 3. | 〈Victim of Love〉    | 4:07      |
| 4. | 〈Another Day〉       | 3:41      |
| 5. | 〈Native Son〉        | 6:04      |

| #   | 제목                        | 재생 시간 |
| --- | --------------------------- | --------- |
| 6.  | 〈Only the Strong Survive〉 | 3:45      |
| 7.  | 〈Rebel〉                   | 4:02      |
| 8.  | 〈Remembrance Day〉         | 5:59      |
| 9.  | 〈Hearts on Fire〉          | 3:30      |
| 10. | 〈Home Again〉              | 4:18      |

## 인증
| 국가                       | 인증        | 판매량/출하량 |
| -------------------------- | ----------- | ------------- |
| 캐나다 (뮤직 캐나다)       | 3× 플래티넘 | 300,000^      |
| 스위스 (IFPI 스위스)       | 플래티넘    | 50,000^       |
| 영국 (BPI)                 | 골드        | 100,000^      |
| 미국 (RIAA)                | 플래티넘    | 1,000,000^    |
| ^출하량을 기반으로 한 인증 |             |               |